# Концертино (произведение)
Не следует путать с Концертина и Concertino
Концертино (итал. concertino, буквально — маленький концерт) — сочинение для солиста с сопровождением оркестра, предназначенное для концертного исполнения. От концерта, концертино отличается меньшими масштабами (за счёт краткости каждой из частей цикла или одночастности, одночастное концертино нередко носит название концертштюк) или применением оркестра малого состава, например струнного. Иногда название "концертино" даётся и сочинениям, в которых нет единой сольной партии. 